# Mongolicosa pseudoferruginea
Mongolicosa pseudoferruginea är en spindelart som först beskrevs av Schenkel 1936.  Mongolicosa pseudoferruginea ingår i släktet Mongolicosa och familjen vargspindlar. Inga underarter finns listade i Catalogue of Life.